# Gemeine Wegschnecke
Die Gemeine Wegschnecke (Arion distinctus), auch Gemeine Gartenwegschnecke genannt, ist eine Nacktschnecke aus der Familie der Wegschnecken (Arionidae), die in die Unterordnung der Landlungenschnecken (Stylommatophora) eingereiht wird. 

## Merkmale
Die Gemeine Wegschnecke ist gestreckt etwa 3 bis 5 cm lang. Der Mantelschild nimmt im gestreckten Zustand etwa ein Viertel der Gesamtkörperlänge ein. Der Rücken ist durch fein-verteilte gelbe Farbpigmentpunkte gelb- bis braungrau gefärbt. Getrennt durch einen hellen Längsstreifen folgt seitlich jeweils ein weiterer dunkler Streifen (Seitenbinde). Auf dem Mantelschild ist das Streifenmuster identisch, jedoch gegenüber den Streifen des Fußes versetzt. Der dunkle Seitenstreifen umschließt das Atemloch. Direkt am Rand zur Sohle ist die erste Runzelreihe wiederum hell gefärbt. Die Sohle selber ist hellgelb gefärbt. Kopf und Fühler sind blaugrau bis schwarz. 

## Geographische Verbreitung, Vorkommen und Lebensweise
Die Art kommt überwiegend in der Kulturlandschaft, in Gärten, Feldern und Parks vor, seltener auch auf Ödländern. Sie ist in West- und Mitteleuropa weit verbreitet. Im Südosten kommt sie bis Bulgarien vor. Im Nordosten ist die Art bis ins Baltikum nachgewiesen. Im Norden reicht das Verbreitungsgebiet bis Südskandinavien. Inzwischen ist sie auch nach Nordamerika verschleppt worden.

## Systematik
Die Art wurde früher mit der Garten-Wegschnecke (Arion hortensis) zu einer Art vereinigt. In neueren Arbeiten wird die Gemeine Wegschnecke jedoch durchweg als eigenständige Art betrachtet. In vielen Gebieten Mitteleuropas kommen beide Arten zusammen vor. Ein jüngeres Synonym der Gemeinen Wegschnecke ist Arion cottianus Pollonera 1889. Manche Autoren unterteilen die Gattung Arion in vier Untergattungen. In dieser Gliederung wird die Gemeine Wegschnecke zur Untergattung Arion (Kobeltia) Seibert, 1873 gestellt.